# Desintegració α

Partícula alfa

La desintegració α és una forma de desintegració radioactiva on un nucli atòmic emet una partícula α i es transforma en un nucli de quatre unitats menys de nombre màssic i dues unitats menys de nombre atòmic.
Pot ser considerada com l'emissió espontània de nuclis d'heli {\displaystyle {}_{2}^{4}{\hbox{He}}^{2+}} a partir de nuclis d'àtoms més pesants, mitjançant un procediment de fissió nuclear espontània. Aquest fenomen es representa amb la següent equació: 
{\displaystyle {}_{Z}^{A}{\hbox{X}}\;\to \;{}_{Z-2}^{A-4}{\hbox{Y}}\;+\;{}_{2}^{4}{\hbox{He}}^{2+}}
Amb l'urani 238, per exemple:{\displaystyle {}^{2}{}_{92}^{38}{\hbox{U}}\;\to \;{}^{2}{}_{90}^{34}{\hbox{Th}}\;+\;{}_{2}^{4}{\hbox{He}}^{2+}}
La primera equació no està equilibrada elèctricament. Però, en la majoria dels casos el nucli resultant perd ràpidament dos electrons en favor de la partícula alfa i es converteix en un àtom de (4He), elèctricament neutre.
Per aquesta raó, en la majoria dels casos, quan existeix un mineral d'alt contingut d'un o més elements radioactius, als seus voltants, per la via de decaïment alfa, es formen bosses de 4He.
Tot l'heli existent en la Terra s'origina mitjançant desintegració alfa d'elements radioactius. A causa d'això sol trobar-se en dipòsits minerals rics en urani o en tori. Així mateix s'obté com a subproducte en pous d'extracció de gas natural.
L'espectre propi de la desintegració és discret: en un estudi espectroscòpic poden observar-se pics en energies identificables amb les pròpies del procés de decaïment.
El rang d'energies als quals els nuclis emeten les partícules, {\displaystyle E_{\alpha }}, pot circumscriure's a 2 MeV {\displaystyle <E_{\alpha }<} 9 MeV (megavolts electrònics o megaelectronvolts).

## Història

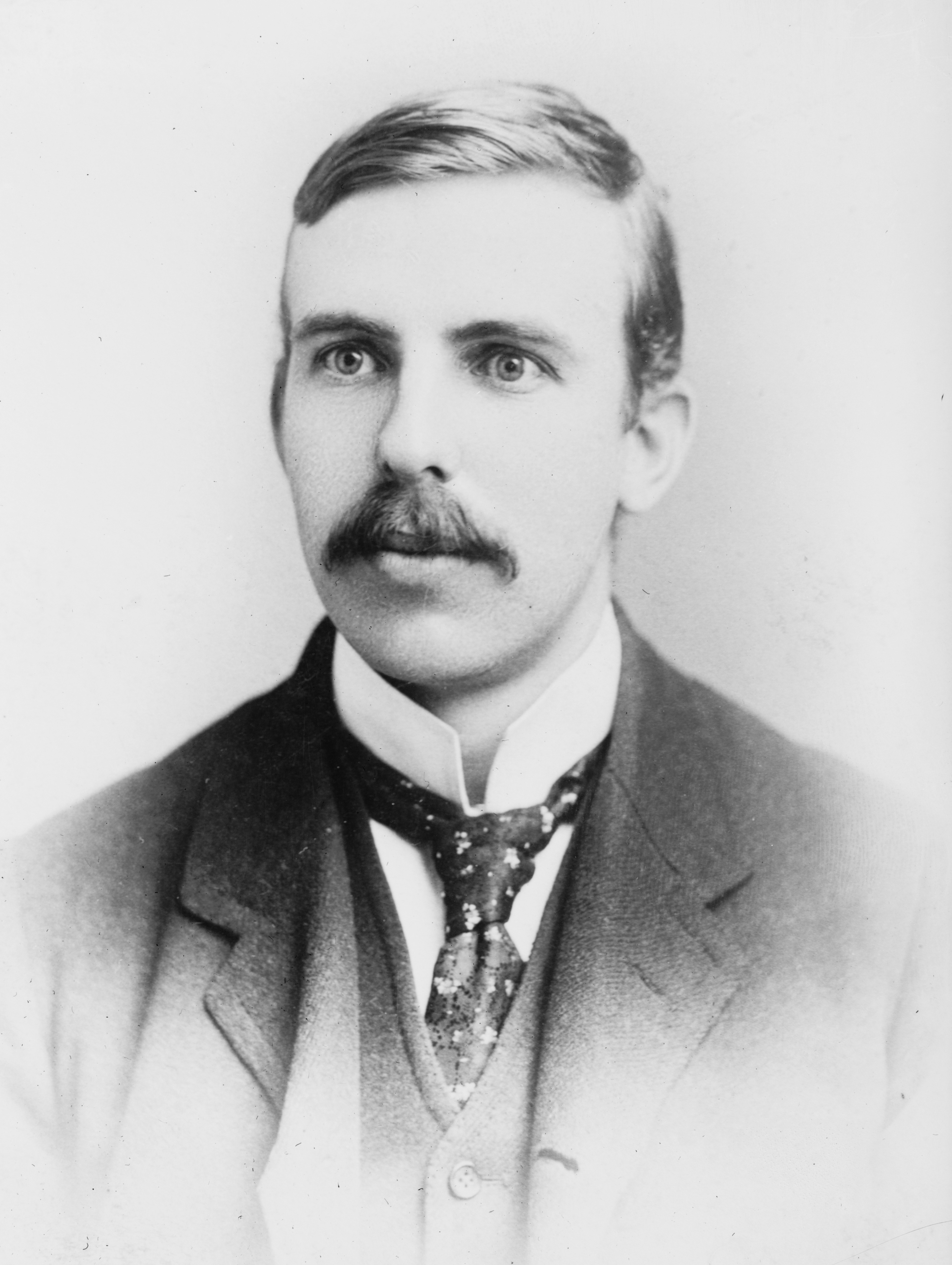
Ernest Rutherford (1871-1937) el 1908.

El 1898 el científic britànic Ernest Rutherford (1871-1937), quan treballava a Universitat McGill de Mont-real (Quebec), utilitzà un electròmetre per mesurar un corrent elèctric creat per la radiació que Antoine Henri Becquerel (1852–1908) havia descobert feia dos anys a una sal d'urani. Estengué una capa uniforme d'una sal d’urani i urani metàl·lic damunt una placa A de zinc, i els raigs emesos ionitzaven el gas entre aquesta placa A i una altra B. La quantitat d’ionització la mesurava pel “corrent de saturació” rebut a B quan la diferència de potencial entre A i B és prou gran per treure tots els ions a les plaques abans que poguessin recombinar-se. Després, Rutherford procedí a cobrir l’urani amb làmines d’alumini de diversos gruixos i a mesurar el corrent mitjançant l'electròmetre. Becquerel ja havia conclòs, el 30 de març de 1896, que la radiació d'urani consistia en raigs absorbits de manera desigual, és a dir, que la radiació d'urani estava formada per dues o més parts diferenciades. Però amb la seva tècnica de plaques fotogràfiques, no pogué anar més lluny. Rutherford trobà que hi havia almenys dos "raigs" diferents emesos per l'urani i els anomenà α i β.
L'energia de les partícules α emeses fou un misteri per als primers investigadors perquè era evident que no tenien prou energia cinètica, segons la física clàssica, per escapar del nucli atòmic. Un cop obtinguda una mida aproximada del nucli mitjançant l'experiment de Rutherford, es pogué calcular l'alçada de la barrera de Coulomb al radi del nucli. Era evident que aquesta energia era diverses vegades superior a les energies de partícules α observades. També hi havia un rang increïble de vides mitjanes per a la partícula α que no es podia explicar per res de la física clàssica.
El 1928 el físic rus George Gamow (1904–1968) i, independentment, el físic anglès Ronald W. Gurney (1898–1953) i l'estatunidenc Edward Condon (1902–1974) resolgueren el problema de l'emissió de partícules α via efecte túnel aplicant la mecànica quàntica de recent formulació en aquell moment.

## Teoria de quàntica de Gamow
El nucli atòmic és aproximadament esfèric amb un diàmetre de l'ordre del femtòmetre (1 fm = 10–15 m) i la seva estructura és el resultat de dos tipus d'interaccions: la nuclear forta i l'electromagnètica. A causa de la força nuclear, els protons s'enllacen amb els neutrons i aquests entre ells. La força nuclear forta és molt intensa, però té molt poc abast. D'aquesta manera es formen configuracions de protons i neutrons o agregats dintre del nucli. Cada tipus d'agregat és més o menys estable depenent del tipus i quantitat de nucleons que contingui. La partícula alfa, de «massa» {\displaystyle mc^{2}=3727,378MeV}, és un dels més estables i, per tant, pot existir com a tal dins del nucli pesant. Les partícules alfa resultants de la desintegració tenen una energia cinètica típica de l'ordre de 5 MeV (el que és ≈0,13% de l'energia total) i a una velocitat de 15 000 km/s.

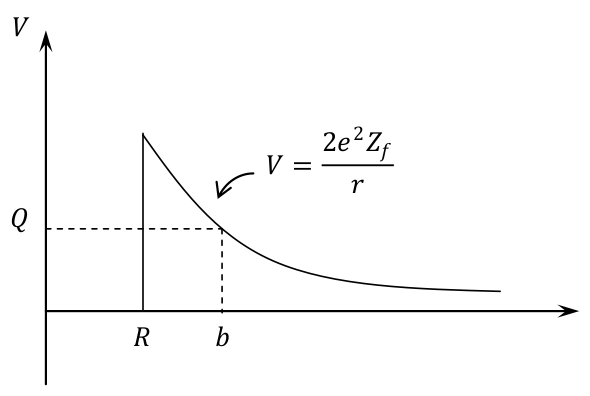
Barrera de potencial en un nucli atòmic de radi R.

Si és energèticament possible que dins d'un nucli atòmic (nucli pare) dos neutrons i dos protons formin una partícula α, quedarà atrapada dins del nucli per una barrera a causa de l'energia de Coulomb o energia elèctrica. L'alçada d'aquesta barrera {\displaystyle E_{p}} és l'energia potencial de Coulomb de la partícula α i el nucli fill de radi R (el nucli que restarà en haver estat emesa la partícula α) que té un valor de 30 a 40 MeV per a un nucli pesant típic. L'expressió és:{\displaystyle E_{p}={\frac {1}{4\pi \epsilon _{0}}}{\frac {q_{1}q_{2}}{r}}={\frac {(Z-2)e^{2}}{4\pi \epsilon _{0}R}}}
- {\displaystyle q_{1}=2e} és la càrrega elèctrica de la partícula α, essent {\displaystyle e=1,602\times 10^{-19}\;C} la càrrega elemental.

- {\displaystyle q_{2}=(Z-2)e} és la càrrega elèctrica del nucli després de la desintegració (nucli fill), que és responsable de la força de Coulomb.

L'energia de la partícula α es troba normalment en el rang entre 4 MeV i 8 MeV i, per tant, és impossible que la partícula α superi la barrera d'entre 30 i 40 MeV. L'única manera en què la partícula alfa pot escapar és per efecte túnel a través de la barrera. La probabilitat per unitat de temps λ que la partícula α aparegui al laboratori és la probabilitat que penetri a la barrera multiplicada pel nombre de vegades per segon que la partícula α colpeja la barrera en el seu intent d'escapar. Si la partícula α es mou a la velocitat {\displaystyle v} dins d'un nucli de radi {\displaystyle R}, colpejarà la barrera mentre rebota cap endavant i cap enrere dins del nucli a intervals de temps de {\displaystyle 2R/v}. En un nucli pesant amb {\displaystyle R} ∼ 6 fm, la partícula α colpeja la "paret" del nucli unes 1022 vegades per segon.

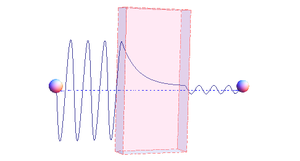
A l'esquerra partícula α, interpretada com una ona, dins del nucli atòmic, pas per efecte túnel a través de la barrera de potencial i partícula α sortint per la dreta.

La probabilitat que la partícula α penetri a la barrera es pot trobar resolent l'equació de Schrödinger per a l'energia potencial elèctrica. Per simplificar aquest càlcul, podem substituir la barrera de Coulomb per una "barrera plana". La probabilitat de penetrar una barrera d'energia potencial ve determinada pel factor exponencial {\displaystyle e^{-2kL}}, on {\displaystyle L} és el gruix de la barrera i on {\displaystyle k={\sqrt {(2m/\hbar ^{2})(E_{p}-E)}}} per a una barrera d'altura {\displaystyle E_{p}} i una partícula d'energia {\displaystyle E}. La probabilitat de desintegració es pot estimar com a{\displaystyle \lambda ={\frac {v}{2R}}e^{-2kL}}que inclou tant la velocitat a la qual la partícula colpeja la barrera com la seva probabilitat de penetrar-la.
Es pot fer un càlcul exacte de la probabilitat de decadència substituint la barrera de Coulomb per una sèrie de barreres primes i planes que s'escullen per ajustar-se a la barrera de Coulomb el més a prop possible. Aquest càlcul el realitzà per primera vegada l'any 1928 el físic rus George Gamow (1904–1968) i fou una de les primeres aplicacions exitoses de la teoria quàntica. Alguns nuclis poden ser inestables a l'emissió d'altres partícules o col·leccions de partícules.

## Característiques

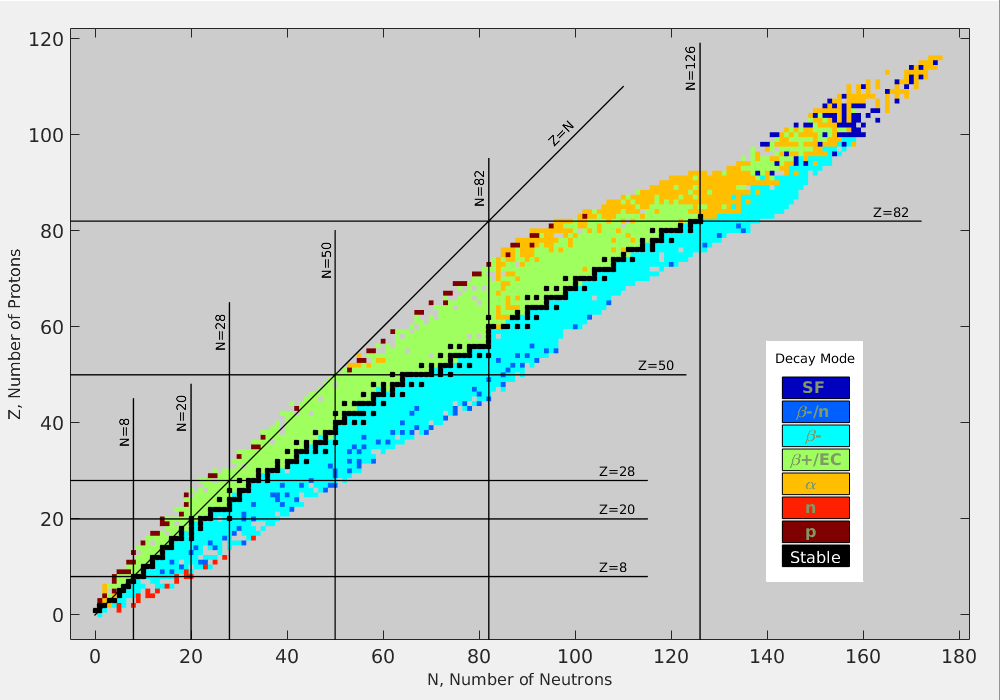
Les desintegracions α (color daurat) les experimenten el nuclis pesants amb elevat nombre de nucleons, i els que tenen una manca elevada de neutrons. Les desintegracions β^{–} (color cel) la sofreixen nuclis amb excés de neutrons (dreta de la zona en negra de nuclis estables), mentre que les β^{+} i la captura d'electrons (color verd) es donen en nuclis amb manca de neutrons (esquerra de la zona negra).

A la natura hom troba radionúclids primordials perquè els seus períodes de semidesintegració són comparables amb l'edat de la Terra (~ 4,54 × 10⁹ anys). Els més importants són urani 238, urani 235, tori 232, potassi 40 i rubidi 87.
Els isòtops de l'urani i del tori encapçalen llargues sèries radioactives de radioisòtops descendents que hi són presents també a la natura. La desintegració α a la naturalesa es dona amb nuclis amb el nombre atòmic Z > 83 i per a nombres màssics A > 205. El nombre màssic de la partícula α és 4, per la qual cosa hi ha quatre sèries radioactives diferents en les quals predomina la desintegració α. La sèrie radioactiva urani-radi, o 4n + 2, comença a l'U-238 (238 = 4·59 +2) i acaba a través de 18 estats intermedis al plom 206, que és estable. L'urani 235 es troba a l'inici de la sèrie radioactiva urani-actini, o 4n + 3, que condueix a través de 15 radionúclids al plom 207. Amb deu estats intermedis, la sèrie radioactiva del tori, o 4n, que comença amb el tori 232 i acaba amb el plom 208 és la més curta. La del neptuni 237, o 4n + 1, no és natural, pel fet que no conté un radionúclid primordial.

Sèrie 4n, del tori.
Sèrie 4n + 2, de l'urani-radi.
Sèrie 4n + 3, de l'urani-actini.

L'any 1911 el físic alemany Hans Geiger (1882–1945) i l'anglès John M. Nuttall (1890–1958) descobriren que per als emissors α de les sèries radioactives naturals existeix una relació entre la constant de desintegració {\displaystyle \lambda } de l'emissor α amb l'energia cinètica total {\displaystyle E_{c}} de les partícules emeses (nucli fill i partícula α). Les seves prediccions concorden amb els resultats experimentals per als núclids parell-parell. Actualment, la llei de Geiger-Nuttall s'ha generalitzat per a tenir en compte tota classe d'emissors α, i s'expressa com:
{\displaystyle ln\lambda =-a_{1}{\frac {Z}{\sqrt {E_{c}}}}+a_{2}}on:
- {\displaystyle Z} és el nombre atòmic.
- {\displaystyle a_{1}} i {\displaystyle a_{2}} són dues constants.[10]

L'energia cinètica de les partícules α normalment es troba entre 4 MeV i 6 MeV, la qual cosa equival a una velocitat d'uns 15 000 km/s, que és al voltant d'un 5 % de la velocitat de la llum.

## Toxicitat
En ser relativament pesades i carregades positivament, les partícules alfa tenen un recorregut lliure mitjà molt curt i perden ràpidament la seva energia cinètica a poca distància de la font. Això té com a conseqüència que es dipositi una gran quantitat d'energia (de l'ordre del MeV) en una zona petita, el que augmenta el risc de dany cel·lular en cas de contaminació interna. En general, la radiació alfa externa no és perillosa perquè les partícules són absorbides en uns pocs centímetres d'aire, o per la prima capa de pell morta d'una persona. Tocar una font alfa no sol ser nociu, però la seva ingestió, inhalació o introducció en el cos pot ser-ho, depenent de la quantitat incorporada a l'organisme.
La principal font natural de radiació alfa que ens afecta en l'escorça terrestre és el radó, un gas radioactiu que es troba en el sòl, l'aigua, l'aire i les roques. En inhalar aquest gas, alguns dels seus productes de desintegració queden atrapats en els pulmons. Aquests productes al seu torn segueixen desintegrant-se, emetent partícules alfa que poden danyar les cèl·lules pulmonars.
Probablement la mort de Marie Curie als 66 anys per leucèmia va ser causada per una exposició prolongada a altes dosis de radiació ionitzant. Curie va treballar freqüentment amb radi, que es desintegra en radó, desintegrant-se aquest al seu torn en altres elements radioactius que emeten radiació beta i gamma.
A causa del fet que tot l'heli que es troba en la Terra es produeix mitjançant desintegració alfa, aquest sol trobar-se en dipòsits minerals rics en urani o tori, i s'extrau com a subproducte en els pous d'extracció de gas natural.